# The African Doctor
The African Doctor (Frans: Bienvenue à Marly-Gomont), is een Franse komedie-dramafilm uit 2016, gebaseerd op het leven van Seyolo Zantoko, geboren in 1940 in Mbiongo (nabij Luozi, toenmalig Belgisch-Congo) en overleden op 30 augustus 2009 in een verkeersongeluk in Voyenne (Aisne, Frankrijk). Hij was de vader van de Franse musicus Kamini. De film is geregisseerd door Julien Rambaldi. De belangrijkste hoofdrolspelers zijn Marc Zinga, Aïssa Maïga, Bayron Lebli en Médina Diarra.

## Verhaal
De Congolees Seyolo Zantoko is 1975 geslaagd als dokter in Frankrijk. Om onder het regime van Mobutu Sese Seko uit te komen neemt hij een baan als dokter aan in het Franse plattelandsdorpje Marly-Gomont. De plaatselijke bevolking heeft nog nooit zwarte mensen gezien en de familie wordt uitgesloten. Met Anne (Aïssa Maïga) wordt op straat niet gepraat, de kinderen Sivi (Médina Diarra) en Kamini (Bayron Lebli) worden op school gepest en uitgescholden, en in plaats van naar de dokterspraktijk van Seyolo te gaan, gaan de mensen uit Marly-Gomont naar de dokter in een dorp 17 km verderop. Langzamerhand weet de familie het vertrouwen van de burgers te winnen, mede doordat Seyolo een gecompliceerde bevalling tot een goed einde heeft gebracht.
Op een moment wordt Seyolo gearresteerd en mag hij niet meer werken. De enige hoop die ze nog hebben is dat de huidige burgemeester opnieuw wordt verkozen, echter staat zijn rivaal Lavigne hoger in de peilingen. Iets later ontdekt men dat Sivi, de dochter van Seyolo en Anne, een excellente voetbalster is. De burgers willen hun beste voetballer niet verliezen en weten dus wat hen te doen staat, op de huidige burgemeester Ramollu stemmen. Ramollu wordt herkozen, en de familie mag blijven. Seyolo opent zijn dokterspraktijk opnieuw.

## Rolverdeling
- Marc Zinga - Seyolo Zantoko
- Aïssa Maïga - Anne Zantoko
- Médina Diarra - Sivi Zantoko
- Bayron Lebli - Kamini Zantoko
- Jean-Benoît Ugeux - Ramollu
- Jonathan Lambert - Lavigne

## Trivia
- De Franse rapper Kamini Zantoko bracht het lied Marly-Gomont uit, een ode aan het gelijknamige dorpje. In deze Franse nummer 1-hit wordt beschreven hoe het was als enige zwarte familie in een dorp.